# Шевченково (Пологовский район)
Шевченково (укр. Шевченкове) — село,
Тарасовский сельский совет,
Пологовский район,
Запорожская область,
Украина.
Код КОАТУУ — 2324286804. Население по переписи 2001 года составляло 737 человек.

## Географическое положение
Село Шевченково находится в 1,5 км от левого берега реки Малая Токмачка,
примыкает к селу Басань.
По селу протекает пересыхающий ручей с запрудой.

## История
- 1790 год — дата основания как село Петропавловка
- В 1922 году переименовано в село Шевченково.

## Объекты социальной сферы
- Школа.
- Клуб.

## Известные люди
В селе родился Герой Советского Союза Иван Чеберко.